# Jitka Schlichtsová
Jitka Schlichtsová (* 10. února 1988) je česká religionistka a pedagožka.
Magisterské vzdělání v oboru učitelství etiky, náboženství a filozofie pro SŠ na Husitské teologické fakultě UK zakončila v roce 2013 diplomovou prací na téma Výchova a vzdělání v hnutí Haré Kršna. V současné době je doktorandkou filosofie náboženství na katedře religionistiky Evangelické teologické fakulty UK. V disertační práci se věnuje otázce domácího vzdělávání dětí v náboženských komunitách.
Jejími obory výzkumu jsou česká i světová náboženská scéna, výchova a vzdělávání dětí v náboženských komunitách, menšiny a poradenství v oblasti sekt a nových náboženských směrů. Věnuje se rovněž popularizaci religionistiky.
Počínajíc rokem 2011 spolupracuje na vydávání religionistického čtvrtletníku Dingir jako členka redakční rady. Dále působí na spojeném portálu Náboženský infoservis, ale i v dalších odborných a profesních periodicích, které se věnují otázkám pedagogiky, psychologie a sociologie.
Od roku 2020 vyučuje na Evangelikálním teologickém semináři v Praze.
Od roku 2024 je předsedkyní Společnosti pro studium sekt a nových náboženských směrů.

## Odborné publikace

### Vydané odborné práce
- Výchova a vzdělání v hnutí Haré Kršna. Praha, 2013. Diplomová práce. HTF UK.
- Before and after of the Gurukula phenomenon. Central European Journal for Contemporary Religion: CEJCR. Praha: Karolinum, 2018, 2(1).
- Doma, nebo ve škole? Principy a východiska vzdělání v hnutí Haré Kršna. In: DOJČÁR, Martin. Alternatívna religiozita a vzdelávanie. Trnava: Trnavská univerzita, 2020, s. 51-75. ISBN  9788056802755.

### Recenze
- Jak se vymanit z evropského myšlenkového dědictví: Martin Fárek, Indie očima Evropanů, Karolinum, Praha, 2014. Dingir. 2015, 18(4), s. 34.
- Příběhy vězňů svědomí. Dingir. 2016, 19(2), s. 68.

### Dingir
- Než zazní zvuk v 5. dimenzi. Dingir. 2013, 16(1), s. 5.
- Konec papežů, konec světa. Dingir. 2013, 16(2), s. 40-41.
- Pán Kršna a oddané děti. Dingir. 2013, 16(3), s. 74-75.
- Kršnova milost mezi dětmi. Dingir. [online]. 2013, 16(4), s. 114-115.
- Kdo smí zasvěcovat Kršnovy oddané. Dingir [online]. 2015, 18(2), s. 62-63.
- Konspirační teorie jsou obranné konstrukty: Rozhovor s jungovským psychoanalytikem Vladislavem Šolcem. Dingir [online]. 2016, 19(2), s. 61.
- Archandělé mezi námi: Kontaktérky duchovních bytostí vzbudily pozornost. Dingir. 2016, 19(3), s. 80-81.
- Hlavní je naplněný život: Stručné seznámení se sanghou mistra Kaisena. Dingir. 2016, 19(3), s. 92-94.
- Populární kultura a náboženství (editorial). Dingir [online]. 2016, 19(4), s. 109.
- Krišnova farma Nava Gókula. Dingir [online]. 2017, 20(3), s. 83.
- Boj dobra a zla v Multivesmíru. Dingir [online]. 2018, 21(3), s. 93-95.
- S: Martin OŘEŠNÍK. „Naděje“ je Boží dílo: Rozhovor s Iljou Hradeckým. Dingir [online]. 2014, 17(1), s. 28-29.
- S: Zdeněk VOJTÍŠEK. Guru Jára zadržen. Dingir [online]. 2015, 18(2), s. 43-44.
- S: Zuzana KOSTIĆOVÁ. Můžeme trochu fabulovat: Rozhovor s Danielem Vávrou, scenáristou počítačových her. Dingir. 2015, 18(3), s. 99.
- S: Zuzana KOSTIĆOVÁ. Náboženské podhoubí: Rozhovor s Vilmou Kadlečkovou o její knižní sérii Mycelium. Dingir [online]. 2016, 19(4), s. 134-135.

### Rozmer
- Hľadanie stratenej identity. Rozmer. 2017, 2017(1).
- Hnutie Hare Krišna v Česku a na Slovensku. Rozmer. 2017, 2017(3).

### Další články
Pseudovědy: Co je to scientologie a kam s ní? Věda a technika mládeži [online]. 7. 9. 2018.